# Надаровка (Луганская область)
Надаровка (укр. Надарівка) — село, относится к Перевальскому району Луганской области Украины. Под контролем самопровозглашённой Луганской Народной Республики.

## География
Село расположено на реке Санжаровке (правый приток Лугани). К юго-западу от села проходит граница между Луганской и Донецкой областями. К западу от села проходит линия разграничения сил в Донбассе (см. Второе минское соглашение). Соседние населённые пункты: сёла Санжаровка (Донецкая область) и Полевое на юго-западе (оба выше по течению Санжаровки), Веселогоровка и посёлок Калиново на севере (оба ниже по течению Санжаровки), посёлок Анновка на востоке.

## Население
Население по переписи 2001 года составляло 4 человека.

## Общие сведения
Почтовый индекс — 94320. Телефонный код — 6441. Занимает площадь 0,083 км². Код КОАТУУ — 4423684403.

## Местный совет
94320, Луганская обл., Перевальский р-н, пос. Червоный Прапор, ул. 50 лет Октября, 2а.